# Zozaia
Zozaia és un barri de Navarra pertanyent al municipi de Baztan i la localitat de Oronoz-Mugairi. Està situat en la Merindad de Pamplona, a la comarca de Baztan, i a 43,3 km de la capital, Pamplona. La seva població el 2014 va ser de 34 habitants (INE).

## Història
Zozaia va ser un lloc de senyoriu, que l'any 1677 pertanyia a fra Antonio Eslava. En desaparèixer les jurisdiccions especials en la primera meitat del segle xix, va ser inclòs en Oronoz-Mugairi.

## Geografia física

### Situació
La localitat de Zozaia està situada a la part Sud-oest del municipi de Baztan a una altitud de 303,5 msnm.

## Demografia

### Evolució de la població
El caseriu tenia 44 habitants el 1887, 57 el 1900, 1910 i 1920, 63 el 1930, 51 el 1940, 87 el 1950, 84 el 1960, 54 el 1970 i 39 el 1981. Seguidament es detalla l'evolució de la seva població en els últims 10 anys.
| Gràfica d'evolució demográfica de Zozaia entre 2000 i 2010 |
|                                                            |